# カムファン
カムファンはタイ王国のチエンマイ県にあったチエンマイ王朝の第3代目である。1代目のカーウィラ王や先代のタンマランカー侯と同じく、ランパーン県の知事の息子で、六男。統治期間は三年と短かった。

## 関連記事
- タイ君主一覧